# والنتینا میشک
والنتینا میشک (روسی: Валентина Григорьевна Мишак؛ زادهٔ ۱۶ ژانویهٔ ۱۹۴۲) بازیکن والیبال اهل اتحاد جماهیر شوروی سوسیالیستی است.